# Вонсте
Вонсте (нем. Wohnste) — община в Германии, в земле Нижняя Саксония.
Входит в состав района Ротенбург-на-Вюмме. Подчиняется управлению Зиттензен. Население составляет 786 человек (на 31 декабря 2010 года). Занимает площадь 19,18 км².
Коммуна подразделяется на 2 сельских округа.